# Bethlehem Records
La Bethlehem Records è stata un'etichetta discografica statunitense indipendente fondata da Gus Wildi nel 1953.

## Storia
La Bethlehem è ricordata per le sue pubblicazioni jazz dal 1950. I produttori includevano Creed Taylor e Teddy Charles. Bethlehem pubblicò i primi album registrati dai cantanti Chris Connor (i doppi dischi Chris Connor Sings Lullabys for Lovers e Chris Connor Sings Lullabys of Birdland) nel 1954, Nina Simone (Little Girl Blue) nel 1958 e la cantante/attrice Julie London. Julie London registrò quattro canzoni che sono state pubblicate nell'EP Julie London, e in seguito sono state aggiunte alla compilation Bethlehem's Girlfriends nel 1955, con Chris Connor e Carmen McRae. Bethlehem ha registrato l'album di debutto di Marilyn Moore e l'album Somebody Loves Me di Jerri Winters, oltre a molti musicisti jazz moderni tra cui Howard McGhee, Herbie Nichols, Pat Moran McCoy e Oscar Pettiford.
Nel 1958 Bethlehem iniziò un accordo di distribuzione con la King Records. Nel 1962 la Bethlehem Records fu venduta e assorbita dalla King Records. Dopo la morte di Syd Nathan nel 1968, la King fu acquisita dalla Starday Records e rilanciata come Starday e King Records. Fu acquistata nel 1970 dalla Lin Broadcasting e nel 1972 dalla Tennessee Recording & Publishing, fino all'acquisizione da parte della Gusto Records nel 1974. A quel tempo la Bethlehem fu acquistata dalla Salsoul Records dei fratelli Cayre, che inizialmente intendeva pubblicare il suo catalogo per nastri a 8 tracce poco costosi negli anni settanta. Nel 1993, il nome di Bethlehem è stato ripreso come Bethlehem Music Company, sebbene Salsoul sia spesso usato come impronta. Il Verse Music Group ha ottenuto la licenza nel 2010. Nel 2015 BMG ha acquisito il catalogo di Verse Music, tra cui l'etichetta Bethlehem.
Tra il 2013 e il 2014, Verse e Naxos hanno ristampato il catalogo degli anni '50 su LP, CD e download digitale. Ciò includeva musica di Art Blakey, Chris Connor, Paula Castle, John Coltrane, Dexter Gordon, Nina Simone, Mel Tormé e Zoot Sims.

### Acquisizioni selezionate
Nel 1956, la Period Records vendette il suo catalogo di LP jazz (10 dischi) alla Bethlehem. La produzione di tutte le sue registrazioni jazz fu supervisionata da Leonard Feather. Molte delle registrazioni della Period erano state precedentemente pubblicate da Jazztone per la pubblicazione per corrispondenza del club.

## Discografia

### Serie BCP 1000
La Serie BCP 1000 di dischi LP da 10 pollici iniziò nel settembre 1954 e durò fino al luglio 1955 quando l'etichetta passò alla pubblicazione in 12 pollici su LP.
| Catalogo | Artista                                  | Album                                                                         |
| -------- | ---------------------------------------- | ----------------------------------------------------------------------------- |
| BCP 1001 | Chris Connor                             | Chris Connor Sings Lullabys of Birdland                                       |
| BCP 1002 | Chris Connor                             | Chris Connor Sings Lullabys for Lovers                                        |
| BCP 1003 | Oscar Pettiford                          | Oscar Pettiford                                                               |
| BCP 1004 | Bobby Scott                              | Great Scott                                                                   |
| BCP 1005 | Ruby Braff                               | Ruby Braff Swings                                                             |
| BCP 1006 | Hank D'Amico                             | Holiday with Hank                                                             |
| BCP 1007 | Charlie Shavers                          | Horn o' Plenty                                                                |
| BCP 1008 | Aaron Sachs                              | Aaron Sachs Sextet                                                            |
| BCP 1009 | Bobby Scott                              | The Compositions of Bobby Scott: East Coast Jazz 1                            |
| BCP 1010 | Vinnie Burke                             | East Coast Jazz/2                                                             |
| BCP 1011 | Pete Brown                               | Peter the Great                                                               |
| BCP 1012 | Joe Puma                                 | East Coast Jazz/3                                                             |
| BCP 1013 | Eddie Shu                                | I Only Have Eyes for Shu                                                      |
| BCP 1014 | Jonah Jones                              | Jonah Jones                                                                   |
| BCP 1015 | Terry Pollard                            | Terry Pollard                                                                 |
| BCP 1016 | Conte Candoli                            | Sincerely, Conte                                                              |
| BCP 1017 | Stan Levey                               | Stan Levey Plays the Composition of Bill Holman, Bob Cooper and Jimmy Giuffre |
| BCP 1018 | Herbie Mann                              | East Coast Jazz/4                                                             |
| BCP 1019 | Oscar Pettiford                          | Basically Duke                                                                |
| BCP 1020 | Milt Hinton                              | East Coast Jazz/5                                                             |
| BCP 1021 | Charlie Shavers                          | The Most Intimate                                                             |
| BCP 1022 | Charlie Mariano                          | Mariano                                                                       |
| BCP 1023 | Carmen McRae                             | Carmen McRae                                                                  |
| BCP 1024 | Stu Williamson                           | Sapphire                                                                      |
| BCP 1025 | Herbie Harper                            | Please, No More Shaggy Dog Stories! I'd Much Rather Listen to Herbie Harper   |
| BCP 1026 | Bob Hardaway                             | Lou's Blue                                                                    |
| BCP 1027 | Helen Carr                               | Down in the Depths on the 90th Floor                                          |
| BCP 1028 | Max Bennett                              | Hence! Home, You Idle Creatures: Get You Home: and Lend an Ear to Max Bennett |
| BCP 1029 | Bobby Scott                              | The Compositions of Bobby Scott: 2                                            |
| BCP 1030 | Bobby Troup                              | The Songs of Bobby Troup                                                      |
| BCP 1031 | The Australian Jazz Quartet              | The Australian Jazz Quartet                                                   |
| BCP 1032 | Ruby Braff                               | Holiday in Braff                                                              |
| BCP 1033 | Red Mitchell, Bob Brookmeyer e Zoot Sims | Happy Minors                                                                  |
| BCP 1034 | Ruby Braff                               | Ball at Bethlehem with Braff                                                  |
| BCP 1035 | Dick Wetmore                             | Dick Wetmore                                                                  |
| BCP 1036 | Paula Castle                             | Lost Love                                                                     |
| BCP 1039 | Joe DeRise                               | Joe DeRise Sings                                                              |
| BCP 1040 | Russ Garcia                              | Wigville                                                                      |

### Serie 'Deluxe' 12 pollici BCP
La serie BCP "Deluxe" di dischi da 12 pollici iniziò nel 1955 e durò fino al 1960. Le prime uscite consistevano in ristampe di album da 10 pollici della serie BCP 1000.
Nel tentativo di creare la serie BCP 6000 nell'autunno del 1956, la Bethlehem rimosse tre registrazioni originali dalla serie deluxe e le sostituì con registrazioni successive. Queste sono annotati nella tabella con entrambe le versioni in evidenza.
| Catalogo | Artista                                        | Album                                                    | Note                                                                                  |
| -------- | ---------------------------------------------- | -------------------------------------------------------- | ------------------------------------------------------------------------------------- |
| BCP 1    | Bobby Scott e Terry Pollard                    | Bobby Scott e Terry Pollard                              | Compilation di BCP-1004 e BCP-1015 (not released)                                     |
| BCP 2    | Oscar Pettiford e Red Mitchell                 | Jazz Mainstream                                          | Compilation di BCP-1019 e BCP-1033                                                    |
| BCP 3    | Eddie Shu e Bob Hardaway                       | Jazz Practitioners                                       | Compilation di BCP-1013 e BCP-1026                                                    |
| BCP 4    | Pete Brown e Jonah Jones                       | Jazz Kaleidoscope                                        | Compilation di BCP-1011 e BCP-1014                                                    |
| BCP 5    | Ruby Braff                                     | A Ruby Braff Omnibus                                     | Compilation di BCP-1005 e BCP-1034                                                    |
| BCP 6    | Oscar Pettiford e Vinnie Burke                 | Bass by Pettiford/Burke                                  | Compilation di BCP-1003 e BCP-1010                                                    |
| BCP 7    | Hank D'Amico e Aaron Sachs                     | We Brought Our Axes                                      | Compilation di BCP-1006 e BCP-1008                                                    |
| BCP 8    | Bobby Scott                                    | The Compositions of Bobby Scott                          | Compilation di BCP-1009 e BCP-1029                                                    |
| BCP 9    | Conte Candoli e Stan Levey                     | Westcoasting with Conte Candoli e Stan Levey             | Compilation di BCP-1016 e BCP-1017                                                    |
| BCP 10   | Milt Hinton                                    | East Coast Jazz/5                                        | Reissue di BCP-1020 con materiale aggiuntivo                                          |
| BCP 11   | Bob Dorough                                    | Devil May Care                                           |                                                                                       |
| BCP 12   | Don Elliott                                    | Mellophone                                               |                                                                                       |
| BCP 13   | Kai Winding e J. J. Johnson                    | K + J.J. / East Coast Jazz/7                             | Successivamente rimosso da questa serie per diventare BCP 6001 e sostituito.          |
| BCP 13   | Ralph Sharon e Sue Ryan                        | Mr. e Mrs. Jazz                                          | Sostituita l'edizione originale BCP 13.                                               |
| BCP 14   | Urbie Green                                    | East Coast Jazz/6                                        |                                                                                       |
| BCP 15   | Don Elliot                                     | Don Elliott Sings                                        |                                                                                       |
| BCP 16   | Hal McKusick                                   | East Coast Jazz/8                                        |                                                                                       |
| BCP 17   | Joe Roland                                     | Easy Living                                              |                                                                                       |
| BCP 18   | Sam Most                                       | I'm Nuts About the Most...Sam That Is!                   |                                                                                       |
| BCP 19   | Bobby Troup                                    | A Great Mercer Songbook: Bobby Troup Sings Johnny Mercer |                                                                                       |
| BCP 20   | Chris Connor                                   | This Is Chris                                            |                                                                                       |
| BCP 21   | Red Allen, Cozy Cole e Charlie Shavers         | Jazz at the Metropole Cafe                               |                                                                                       |
| BCP 22   | Smith/Glamann Quintet                          | Poinciana                                                |                                                                                       |
| BCP 23   | Frances Faye                                   | I'm Wild Again                                           |                                                                                       |
| BCP 24   | Quartetto Herbie Mann                          | Flamingo                                                 |                                                                                       |
| BCP 25   | Charlie Mariano                                | Charlie Mariano                                          |                                                                                       |
| BCP 26   | Frank Rosolino                                 | I Play Trombone                                          |                                                                                       |
| BCP 27   | Charlie Shavers                                | Gershwin, Shavers and Strings                            |                                                                                       |
| BCP 28   | The Six                                        | 6                                                        |                                                                                       |
| BCP 29   | Bud Freeman                                    | Newport News                                             |                                                                                       |
| BCP 30   | Conte Candoli                                  | Toots Sweet                                              |                                                                                       |
| BCP 31   | The Australian Jazz Quartet                    | The Australian Jazz Quartet/Quintet                      | Successivamente rimosso da questa serie per diventare BCP 6002 e sostituito           |
| BCP 31   | Stu Williamson                                 | Stu Williamson Plays                                     | Sostituita l'edizione BCP 31                                                          |
| BCP 32   | Jack Teagarden                                 | Jazz Great                                               |                                                                                       |
| BCP 33   | Oscar Pettiford                                | Oscar Pettiford                                          |                                                                                       |
| BCP 34   | Mel Tormé                                      | It's a Blue World                                        |                                                                                       |
| BCP 35   | Bobby Troup                                    | The Distinctive Style of Bobby Troup                     |                                                                                       |
| BCP 36   | Dexter Gordon                                  | Daddy Plays the Horn                                     |                                                                                       |
| BCP 37   | Stan Levey                                     | This Time the Drum's on Me                               |                                                                                       |
| BCP 38   | Red Mitchell                                   | Jam for Your Bread                                       |                                                                                       |
| BCP 39   | The Australian Jazz Quartet                    | The Australian Jazz Quartet                              | Successivamente rimosso da questa serie per diventare BCP 6003 e sostituito.          |
| BCP 39   | Sal Salvador                                   | Shades of Sal Salvador                                   | Sostituita l'edizione BCP 39                                                          |
| BCP 40   | Herbie Mann e Sam Most                         | The Herbie Mann-Sam Most Quintet                         |                                                                                       |
| BCP 41   | Ralph Sharon                                   | Ralph Sharon Trio                                        |                                                                                       |
| BCP 42   | Howard McGhee                                  | The Return of Howard McGhee                              |                                                                                       |
| BCP 43   | Johnny Hartman                                 | Songs from the Heart                                     |                                                                                       |
| BCP 44   | The Jazz City Workshop                         | The Jazz City Workshop                                   | Herbie Harper, Larry Bunker, Marty Paich, Curtis Counce, Frankie Capp e Jack Costanzo |
| BCP 45   | Helen Carr                                     | Why Do I Love You                                        |                                                                                       |
| BCP 46   | Russ Garcia Orchestra                          | Four Horns e a Lush Life                                 |                                                                                       |
| BCP 47   | Terry Morel                                    | Songs of a Woman in Love                                 |                                                                                       |
| BCP 48   | Max Bennett                                    | Max Bennett                                              |                                                                                       |
| BCP 49   | Charlie Mariano                                | Charlie Mariano Plays                                    |                                                                                       |
| BCP 50   | Max Bennett                                    | Max Bennett Plays                                        |                                                                                       |
| BCP 51   | Joe DeRise                                     | Joe DeRise                                               |                                                                                       |
| BCP 52   | Mel Tormé                                      | Mel Tormé e the Marty Paich Dek-Tette                    |                                                                                       |
| BCP 53   | Peggy Connelly con Russ Garcia "Wigville" Band | That Old Black Magic                                     |                                                                                       |
| BCP 54   | Claude Williamson                              | Claude Williamson                                        |                                                                                       |
| BCP 55   | Stu Williamson                                 | Stu Williamson                                           |                                                                                       |
| BCP 56   | Chris Connor                                   | Chris                                                    |                                                                                       |
| BCP 57   | The Six                                        | The View from Jazzbo's Head                              |                                                                                       |
| BCP 58   | Herbie Mann                                    | Herbie Mann Plays                                        | Ristampa di BCP-1018 con materiale aggiuntivo                                         |
| BCP 59   | Sal Salvador                                   | Frivolous Sal                                            |                                                                                       |
| BCP 60   | Duke Ellington                                 | Historically Speaking                                    |                                                                                       |
| BCP 61   | Howard McGhee                                  | Life Is Just a Bowl of Cherries                          |                                                                                       |
| BCP 62   | Frances Faye                                   | Relaxin' with Frances Faye                               |                                                                                       |
| BCP 63   | Herbie Mann                                    | Love and the Weather                                     |                                                                                       |
| BCP 64   | Betty Roché                                    | Take the "A" Train                                       |                                                                                       |
| BCP 65   | Charles Mingus                                 | The Jazz Experiments of Charlie Mingus                   | Compilation della Period Records SPL 1107 e SPL 1111                                  |
| BCP 66   | Osie Johnson                                   | The Happy Jazz of Osie Johnson                           |                                                                                       |
| BCP 67   | Charlie Shavers e Maxine Sullivan              | The Complete Charlie Shavers with Maxine Sullivan        |                                                                                       |
| BCP 68   | Ralph Burns                                    | Bijou                                                    |                                                                                       |
| BCP 69   | Claude Williamson                              | 'Round Midnight                                          |                                                                                       |
| BCP 70   | Frank Socolow                                  | Sounds by Socolow                                        |                                                                                       |
| BCP 71   | Stan Levey                                     | Grand Stan                                               |                                                                                       |
| BCP 72   | Herb Jeffries                                  | Say It Isn't So                                          |                                                                                       |
| BCP 73   | Marilyn Moore                                  | Moody                                                    |                                                                                       |
| BCP 74   | Sal Salvador                                   | A Tribute to the Greats                                  |                                                                                       |
| BCP 75   | Sam Most                                       | Sam Most Plays Bird, Bud, Monk e Miles                   |                                                                                       |
| BCP 76   | Jerri Winters                                  | Somebody Loves Me                                        |                                                                                       |
| BCP 77   | Jimmy Knepper                                  | A Swinging Introduction to Jimmy Knepper                 |                                                                                       |
| BCP 78   | Sam Most                                       | The Amazing Mr. Sam Most                                 |                                                                                       |
| BCP 79   | Tony Ortega                                    | Jazz for Young Moderns                                   |                                                                                       |
| BCP 80   | Frank Rosolino / Russ Garcia / Herbie Harper   | Jazz City Presents Bethlehem Jazz Session                |                                                                                       |
| BCP 81   | Herbie Nichols                                 | Love, Gloom, Cash, Love                                  |                                                                                       |
| BCP 82   | Artisti vari                                   | Bethlehem's Best Volume One                              |                                                                                       |
| BCP 83   | Artisti vari                                   | Bethlehem's Best Volume Two                              |                                                                                       |
| BCP 84   | Artisti vari                                   | Bethlehem's Best Volume Three                            |                                                                                       |
| BCP 85   | Artisti vari                                   | Nothing Cheesy About This Jazz                           |                                                                                       |
| BCP 86   | Artisti vari                                   | We Cut This Album for Bread                              |                                                                                       |
| BCP 87   | Artisti vari                                   | Double Barrel Jazz                                       |                                                                                       |
| BCP 88   | Artisti vari                                   | Jazz Music for People Who Don't Care About Money         |                                                                                       |
| BCP 89   | Artisti vari                                   | We've Built a Jazz Album for You                         |                                                                                       |
| BCP 90   | Artisti vari                                   | A Handful of Cool Jazz                                   |                                                                                       |
| BCP 91   | Artisti vari                                   | A Lot of Yarn But a Well Knitted Jazz Album              |                                                                                       |
| BCP 92   | Artisti vari                                   | No Sour Grapes...Just Pure Jazz                          |                                                                                       |

### Serie 5000
La serie 5000 di dischi da 12 pollici iniziò nel 1957, ma pubblicò solo sei album.
| Catalogo | Artista                                            | Album                             |
| -------- | -------------------------------------------------- | --------------------------------- |
| BCP 5001 | Teale Joy                                          | Ted Steele Presents Miss Teal Joy |
| BCP-5002 | Charlie Shavers                                    | The Most Intimate                 |
| BCP-5003 | Dick Stabile                                       | Dick Stabile Plays for You        |
| BCP-5004 | Ted Steele e la Sua Orchestra                      | Let's Go Dancin'                  |
| BCP-5005 | Eddie "Cleanhead" Vinson                           | Clean Head's Back in Town         |
| BCP-5006 | Russ Garcia, Il suo coro vocale e la sua orchestra | Sounds in the Night               |

### Serie 6000
La serie 6000 di dischi da 12 pollici iniziò nel 1956 e durò fino al 1964.
| Catalogo | Artista                                               | Album                                                       |
| -------- | ----------------------------------------------------- | ----------------------------------------------------------- |
| BCP 6001 | Kai Winding e J. J. Johnson                           | K + J.J.                                                    |
| BCP 6002 | The Australian Jazz Quartet                           | The Australian Jazz Quartet/Quintet                         |
| BCP 6003 | The Australian Jazz Quartet                           | The Australian Jazz Quartet                                 |
| BCP 6004 | Chris Connor                                          | Chris Connor Sings Lullabys of Birdland                     |
| BCP 6005 | Duke Ellington                                        | Duke Ellington Presents...                                  |
| BCP 6006 | Chris Connor / Carmen McRae / Julie London            | Bethlehem's Girl Friends                                    |
| BCP 6007 | Pat Moran                                             | The Pat Moran Quartet                                       |
| BCP 6008 | Sam Most                                              | Musically Yours                                             |
| BCP 6009 | Sallie Blair                                          | Squeeze Me                                                  |
| BCP 6010 | Audrey Morris                                         | The Voice of Audrey Morris                                  |
| BCP 6011 | Johnny Richards                                       | Something Else by Johnny Richards                           |
| BCP 6012 | The Australian Jazz Quintet                           | The Australian Jazz Quintet at the Varsity Drag             |
| BCP 6013 | Mel Tormé                                             | Mel Tormé Sings Fred Astaire                                |
| BCP 6014 | Johnny Hartman                                        | All of Me: The Debonair Mr. Hartman                         |
| BCP 6015 | The Australian Jazz Quintet                           | The Australian Jazz Quintet Plus One                        |
| BCP 6016 | Mel Tormé                                             | Mel Tormé's California Suite                                |
| BCP 6017 | Frances Faye                                          | Frances Faye Sings Folk Songs                               |
| BCP 6018 | Pat Moran                                             | While at Birdland                                           |
| BCP 6019 | Charles Mingus                                        | East Coasting                                               |
| BCP 6020 | Mel Tormé                                             | Mel Tormé at the Crescendo                                  |
| BCP 6021 | Charlie Rouse e Paul Quinichette                      | The Chase Is On                                             |
| BCP 6022 | The Australian Jazz Quintet                           | Selections of Rogers e Hammerstein                          |
| BCP 6023 | Art Blakey's Jazz Messengers                          | Hard Drive                                                  |
| BCP 6024 | Various Artists                                       | Winner's Circle                                             |
| BCP 6025 | John Williams                                         | World on a String                                           |
| BCP 6026 | Charles Mingus                                        | A Modern Jazz Symposium of Music and Poetry                 |
| BCP 6027 | Art Blakey                                            | Art Blakey Big Band                                         |
| BCP 6028 | Nina Simone                                           | Little Girl Blue                                            |
| BCP 6029 | The Australian Jazz Quintet                           | The Australian Jazz Quintet in Free Style                   |
| BCP 6030 | The Australian Jazz Quintet                           | Modern Jazz Performance of Kurt Weill's Three Penny Opera   |
| BCP 6031 | Mel Tormé                                             | Songs for Any Taste                                         |
| BCP 6032 | Teddy Charles e His Sextet                            | Salute to Hamp                                              |
| BCP 6033 | Frank Minion                                          | The Forward Sound                                           |
| BCP 6034 | Various Artists                                       | Smart, Luscious, Beautiful: Sounds of the Trumpet           |
| BCP 6035 | Various Artists                                       | Fifteen Star Saxophones                                     |
| BCP 6036 | Various Artists                                       | Trombone Band Stand                                         |
| BCP 6037 | Various Artists                                       | Big Band Contrast                                           |
| BCP 6038 | Various Artists                                       | Bluesville                                                  |
| BCP 6039 | Russ Garcia e Marty Paich                             | Jazz Music for the Birds and the Hep Cats                   |
| BCP 6040 | Mel Tormé, Frances Faye e Others                      | Porgy and Bess: A Jazz Version of Highlights from the Opera |
| BCP 6041 | Nina Simone / Carmen McRae / Chris Connor             | Nina Simone e Her Friends                                   |
| BCP 6042 | Jonah Jones e Jack Teagarden                          | Meet in Dixieland                                           |
| BCP 6043 | Ruby Braff                                            | The Best of Braff                                           |
| BCP 6044 | The Teddy Charles Group                               | On Campus! Ivy League Jazz Concert                          |
| BCP 6045 | Mal Waldron                                           | Left Alone                                                  |
| BCP 6046 | Charlie Persip                                        | Charlie Persip e the Jazz Statesmen                         |
| BCP 6047 | Leroy Parkins                                         | Leroy Parkins e Yazoo River Jazz Band                       |
| BCP 6048 | Booker Ervin                                          | The Book Cooks                                              |
| BCP 6049 | Dave McKenna e Hal Overton                            | Dual Piano Jazz                                             |
| BCP 6050 | George Wein e the Storyville Sextet                   | Metronome Presents Jazz at the Modern                       |
| BCP 6051 | Zoot Sims                                             | Down Home                                                   |
| BCP 6052 | Frank Minion                                          | The Soft Land of Make Believe                               |
| BCP 6053 | John Letman                                           | The Many Angles of John Letman                              |
| BCP 6054 | Bennie Green                                          | Hornful of Soul                                             |
| BCP 6055 | Howard McGhee                                         | Dusty Blue                                                  |
| BCP 6056 | Pepper Adams e Donald Byrd                            | Motor City Scene                                            |
| BCP 6057 | The Shantymen                                         | A Treasury of Spicy Sea Songs                               |
| BCP 6058 | Betty Blake                                           | Betty Blake Sings In a Tender Mood                          |
| BCP 6059 | Harold Ousley                                         | Tenor Sax                                                   |
| BCP 6061 | Booker Little                                         | Booker Little e Friend                                      |
| BCP 6062 | Tommy Watt e His Orchestra                            | Watt's Cooking                                              |
| BCP 6063 | Humphrey Lyttelton                                    | Humph Plays Standards                                       |
| BCP 6064 | Roland Kirk                                           | Third Dimension                                             |
| BCP 6065 | Various Artists                                       | Golden Jazz Instrumentals                                   |
| BCP 6066 | John Coltrane                                         | John Coltrane in the Winners Circle                         |
| BCP 6067 | Herbie Mann                                           | The Epitome of Jazz                                         |
| BCP 6068 | Various Artists                                       | Jazz Vocals Award Album                                     |
| BCP 6069 | Eddie "Lockjaw" Davis with Shirley Scott at the Organ | The Best of Eddie "Lockjaw" Davis                           |
| BCP 6070 | The Australian All Stars                              | Jazz for Beach-Niks                                         |
| BCP 6071 | Various Artists                                       | Blues 'N' Folk                                              |
| BCP 6072 | Milt Buckner                                          | The New World of Milt Buckner                               |
| BCP 6073 | The Australian All Stars                              | Jazz for Surf-Niks                                          |